# Tadeusz Hermann
Tadeusz Władysław Hermann (ur. 13 czerwca 1937 w Gnieźnie) – polski naukowiec, profesor zwyczajny nauk farmaceutycznych.

## Życiorys
Studiował na Uniwersytecie Medycznym im. Karola Marcinkowskiego w Poznaniu. Został absolwentem tej uczelni w roku 1960 na podstawie pracy magisterskiej pt. „Ocena fizyko-chemiczna podstaw maściowych zawierających oleje silikonowe”. Następnie był pracownikiem Katedry i Zakładu Chemii Farmaceutycznej AMP. Profesor Tadeusz Hermann miał ogromny wkład w rozwój współpracy naukowej i dydaktycznej pomiędzy AMP i Gdańskim Uniwersytetem Medycznym. Należy do wybitnych pionierów wprowadzenia do studiów farmaceutycznych przedmiotu farmakokinetyka. Jest przedstawicielem nauk farmaceutycznych w ramach farmacji fizycznej. W trakcie swojej wieloletniej pracy został autorem 148 oryginalnych, eksperymentalnych prac badawczych i autorem lub współautorem 8 podręczników i skryptów.
- początkowo był asystentem 1960
- od 1963 starszym asystentem
- od 1969 r. adiunktem, otrzymał stopień doktora nauk farmaceutycznych na podstawie rozprawy pt. „Kinetyka procesu samoutleniania chlorowodorku papaweryny w roztworach wodnych”
- w 1977 r. habilitację na podstawie pracy pt. „Modelowy program chemicznych badań trwałości leków na przykładzie allobarbitalu”
- od 1979 był docentem
- następnie od 1980 kierownikiem Zakładu Chemii Fizycznej do 2017 kiedy przeszedł na emeryturę
- w 1989 roku został profesorem nadzwyczajnym nauk farmaceutycznych
- w 1994 profesorem zwyczajnym.

1. w latach 1984-1987 był prodziekanem AMP w latach 1987-1993 przez dwie kadencje dziekanem, a w latach 1993-1999 prorektorem AM.
2. w latach 2001-2002 był członkiem Komisji Akredytacyjnej Uczelni Medycznych przy Konferencji Rektorów Uczelni Medycznych.

- 1980-1995 pełnił funkcję przewodniczącego Komisji Chemii Analitycznej Komitetu Nauk o Leku PAN.
- 1984-1997 był członkiem Komitetu Nauk o Leku, a od roku 2001 członkiem Komitetu Terapii i Nauk o Leku.
- 1993-2009 pełnił funkcję prorektora ds. nauki i współpracy z zagranicą
- 1997-2003 był przewodniczącym Zespołu Nauk Fizykochemicznych Komisji Farmakopei Polskiej.
- 1998-2000 należał do European Federation for Pharmaceutical Sciences.
- 2000-2006 współpracował z PAN i był członkiem Centralnej Komisji ds. Stopni i Tytułów
- 15 kwietnia 2011 roku został doktorem honoris causa i od 2011 jego nazwisko widnieje na tablicy pamiątkowej honorowych profesorów Gdańskiego Uniwersytetu Medycznego w Auditorium Primum im. Olgierda Narkiewicza Atheneum Gedanense Novum.

## Odznaczenia
- Złoty Krzyż Zasługi (1981)
- Odznaka honorowa „Za Zasługi w Rozwoju Województwa Poznańskiego” (1983)
- Krzyż Kawalerski Orderu Odrodzenia Polski (1988)
- Krzyż Oficerski Orderu Odrodzenia Polski (1999)
- Medal Komisji Edukacji Narodowej (2005)